# Faramea garciae
Faramea garciae är en måreväxtart som beskrevs av Julian Alfred Steyermark. Faramea garciae ingår i släktet Faramea och familjen måreväxter. Inga underarter finns listade i Catalogue of Life.